# Ryohei Arai
Ryohei Arai (新井 涼平 Arai Ryōhei?, nacido el 3 de noviembre de 1990 en Ōi (actualmente Fujimino), Saitama) es un futbolista japonés que se desempeña como centrocampista

## Trayectoria

### Clubes
| Club                | País  | Año         |
| ------------------- | ----- | ----------- |
| Omiya Ardija        | Japón | 2009 - 2010 |
| FC Gifu             | Japón | 2010 - 2011 |
| Giravanz Kitakyushu | Japón | 2012        |
| Ventforet Kofu      | Japón | 2013 -      |

## Estadística de carrera

### J. League
| Club                | Año   | J. League | J. League | Copa J. League | Copa J. League | Total | Total |
| Club                | Año   | Part.     | Goles     | Part.          | Goles          | Part. | Goles |
| ------------------- | ----- | --------- | --------- | -------------- | -------------- | ----- | ----- |
| Omiya Ardija        | 2009  | 5         | 0         | 4              | 0              | 9     | 0     |
| Omiya Ardija        | 2010  | 0         | 0         | 0              | 0              | 0     | 0     |
| FC Gifu             | 2010  | 12        | 0         | -              | -              | 12    | 0     |
| FC Gifu             | 2011  | 19        | 0         | -              | -              | 19    | 0     |
| Giravanz Kitakyushu | 2012  | 34        | 1         | -              | -              | 34    | 1     |
| Ventforet Kofu      | 2013  | 3         | 0         | 2              | 0              | 5     | 0     |
| Ventforet Kofu      | 2014  | 32        | 1         | 4              | 0              | 36    | 1     |
| Ventforet Kofu      | 2015  | 25        | 0         | 3              | 0              | 28    | 0     |
| Ventforet Kofu      | 2016  | 20        | 0         | 4              | 0              | 24    | 0     |
| Ventforet Kofu      | 2017  | 30        | 0         | 1              | 0              | 31    | 0     |
| Total               | Total | 180       | 2         | 18             | 0              | 198   | 2     |